# Jan Kuźmicz
 Jan Kuźmicz  (ur. 27 kwietnia 1927 w Wilnie, zm. 20 lutego 1998 w Szczecinie) – pułkownik Wojska Polskiego.

## Życiorys
W 1949, po ukończeniu Liceum Wodno-Melioracyjnego, został powołany do Wojska Polskiego i przydzielony do Szkolnej Kompanii Oficerów Rezerwy przy 4 Łużyckim Pułku Saperów w Gorzowie Wielkopolskim. Po ukończeniu kursu pełnił obowiązki dowódcy plutonu, a następnie kompanii saperów w 19 Batalionie Saperów w Unieściu. Brał udział w rozminowywaniu wielu rejonów Pomorza.
W 1960, po ukończeniu Wojskowej Akademii Technicznej, został skierowany na stanowisko pomocnika dowódcy 73 batalionu saperów do spraw technicznych w Złocieńcu.
Następnie przez kilkanaście lat z powodzeniem dowodził kolejno trzema oddziałami Wojsk Inżynieryjnych Pomorskiego Okręgu Wojskowego: 19 Batalionem Saperów w Unieściu (1963-1967), 3 Warszawskim Pułkiem Pontonowym we Włocławku (1967-1974) i 5 Mazurską Brygadą Saperów w Szczecinie (1974-1976). Jako dowódca pułku osobiście kierował budową zastępczych mostów składanych na Trasie Łazienkowskiej w Warszawie. W latach 1976–1981 był szefem Wojewódzkiego Sztabu Wojskowego w Koszalinie.
Zmarł 20 lutego 1998 w Szczecinie. Pochowany 24 lutego 1998 na cmentarzu Centralnym w Szczecinie (kwatera 106A, rząd 5, grób 21).
„Dobry dowódca i organizator szkolenia bojowego w podległych oddziałach. Potrafił umiejętnie łączyć szkolenie pododdziałów z wykonywaniem przez nie zadań na rzecz gospodarki narodowej. Właściwie organizował i kierował podległymi oddziałami podczas akcji powodziowych i przeciwlodowych. Zawsze opanowany, rozsądny, pogodnego usposobienia, dowcipny”.

## Awanse
- podporucznik - 1950
- pułkownik – 1974

## Ordery i odznaczenia
- Krzyż Kawalerski Orderu Odrodzenia Polski
- Złoty Krzyż Zasługi
- Srebrny Krzyż Zasługi
- Brązowy Krzyż Zasługi
- Złoty Medal „Za zasługi dla obronności kraju”
- Srebrny Medal „Za zasługi dla obronności kraju”
- Brązowy Medal „Za zasługi dla obronności kraju”
- Złoty Medal „Siły Zbrojne w Służbie Ojczyzny”
- Srebrny Medal „Siły Zbrojne w Służbie Ojczyzny”
- Brązowy Medal „Siły Zbrojne w Służbie Ojczyzny”